# Autobahn Peking–Shanghai
Die Autobahn Peking–Shanghai oder Jinghu-Autobahn (chinesisch 京沪高速公路, Pinyin Jīng-Hù gāosù gōnglù, englisch Jinghu Expressway), chin. Abk. G2, ist eine 1262 km lange Autobahn in China, die die Hauptstadt Peking im Norden mit Shanghai an der zentralen Ostküste verbindet. Die Autobahn wurde in den frühen 2000er Jahren eröffnet.
Von Peking bis Tianjin teilt sich die Autobahn die Trasse mit der Autobahn Peking-Tianjin-Tanggu (Jingjintang-Autobahn).
Der Neubau einer eigenen Strecke von Peking bis Tianjin ist geplant.
Der Name Jing-Hu 京沪 ist eine Kombination des letzten Schriftzeichens von Peking (Beijing) und dem Zeichen Hu, das für Shanghai steht.
Eine Fahrt von Peking nach Shanghai dauert ungefähr zehn Stunden.